# Prémio Igrejas Caeiro
O Prémio Igrejas Caeiro é instituído pela Sociedade Portuguesa de Autores, desde 2013, tendo como principal objectivo distinguir anualmente uma personalidade da rádio em Portugal cujos méritos estejam há muito reconhecidos em qualquer área criativa daquele meio de comunicação. É o único prémio na área da rádio por isso também o mais importante.
O vencedor da primeira edição foi Luís Filipe Costa que trabalhou nas áreas da informação e programação e que teve um grande contributo para a renovação da informação radiofónica. O homenageado reconheceu que gostava de ser premiado pelos seus pares e que o prémio tem ainda mais importância a nível pessoal porque Igrejas Caeiro foi uma das pessoas que o ensinaram a fazer rádio.
O Prémio pretende distinguir a carreira de personalidades incontornáveis da Rádio portuguesa. Para Francisco Mateus, nome ligado ao meio, haveria outros nomes que se perfilam como merecedores da distinção: José Duarte, Cândido Mota, João Gil, Pedro Albergaria, Pedro Castelo, José Nuno Martins, João David Nunes, Jaime Fernandes, Fernando Correia e Paulo Fernando, entre outros. Alguns já faleceram entretanto não deixando de ser importante referir a sua importância para a rádio feita em Portugal. 
- 2013 - Luís Filipe Costa - entregue em fevereiro de 2013[4]
- 2014 - João Paulo Guerra - anunciado em março de 2014[5]
- 2015 - Adelino Gomes - anunciado em Abril de 2015[6] [7]
- 2016 - António Cartaxo - anunciado em fevereiro de 2016[8]
- 2017 - António Sala - anunciado em fevereiro de 2017[9]
- 2018 - José Manuel Nunes - anunciado em fevereiro de 2018
- 2019 - Joaquim Furtado - anunciado em fevereiro de 2019